# Eutropis andamanensis
Espèce
Synonymes
- Mabuya andamanensis Smith, 1935

Eutropis andamanensis est une espèce de sauriens de la famille des Scincidae.

## Répartition
Cette espèce est endémique des îles Andaman en Inde.

## Étymologie
Son nom d'espèce, composé de andaman et du suffixe latin -ensis, « qui vit dans, qui habite », lui a été donné en référence au lieu de sa découverte : les îles Andaman.

## Publication originale
- Smith, 1935 : The fauna of British India, including Ceylon and Burma. Reptiles and Amphibia. Vol. II. Sauria. Taylor and Francis, London, p. 1-440.